# Epiphragma staplesi
Epiphragma staplesi là một loài ruồi trong họ Limoniidae. Chúng phân bố ở miền Australasia.